# 维拉德
维拉德（英語：Villard）是一个美國城市，位於明尼苏达州教皇县 。根據2010年的人口普查，當地人口為254人。

## 地理
根据美国人口普查局，该城市的总面积為0.80平方英里（2.07平方）。